# Ісхак (присілок)
Ісха́к (рос. Исхак, башк. Исхаҡ) — присілок у складі Янаульського району Башкортостану, Росія. Входить до складу Новоартаульської сільської ради.
Населення — 12 осіб (2010; 25 у 2002).
Національний склад:
- башкири — 96 %